# Ballet Folclórico de la Universidad de Guadalajara
El Ballet Folclórico de la Universidad de Guadalajara es una compañía artística de México. Fue creado en 1960 y está integrada por músicos, bailarines y artistas de diferentes disciplinas que presentan espectáculos de danza y música tradicional de su país.  
Esta compañía tiene como objetivo principal difundir las tradiciones culturales de México, alternando la danza regional con actividades teatrales y musicales. Ha recibido numerosos premios y reconocimientos internacionales en su trayectoria.

## Historia
Tuvo su origen en 1960 cuando varias parejas de baile formaron un grupo para representar a la Escuela de Artes Plásticas de la Universidad de Guadalajara. Luego, en 1966 después de obtener el primer lugar en los concursos estatal y nacional de danza, el entonces gobernador Francisco Medina Ascencio, oficializó el grupo con el nombre que hoy en día utiliza.
Esta compañía está constituida por una compañía oficial, un grupo residente, un grupo juvenil y un grupo infantil con un ballet oficial y un grupo de principiantes. En todos los grupos se cuenta con un cuerpo de danza y un coro. La compañía oficial está integrada por quince parejas de bailarines y trece parejas de cantantes. El grupo residente y el ballet oficial infantil están compuestos por un número igual de ejecutantes, en total se cuenta con 168 artistas capacitados para actuar en danza y música coral en tres distintos niveles de perfeccionamiento: oficial, residente e infantil. Además del coro del ballet, la música en vivo que acompaña al espectáculo es uno de sus principales atractivos, los grupos musicales son cinco: mariachi, marimba, banda yucateca, conjunto jarocho y un grupo de percusionistas que recrea la música prehispánica.

## Premios y reconocimientos
- 1966: Diploma Primer Centenario del Teatro Degollado en el Primer Concurso Nacional de Danza.
  - Premio en el Concurso Nacional de Danza.
  - Premio Concurso Nacional de Danza de México otorgado al coro.

- 1968: Medalla de cobre, otorgada por su participación en la Juegos Olímpicos de México 1968

- 1972: Diploma otorgado por su participación en los Juegos Olímpicos de Munichs 1972.
  - Reconocimiento otorgado por el Festival Mundial del Folclor.

- 1979: Proclamación de la ciudad de San Antonio, Texas como Emisario de las musas.

- 1983: Trofeo otorgado por el Festival de la Hispanidad en Miami, Florida.

- 1996: Reconocimiento otorgado por el Festival Internacional del Mariachi y la Charrería con motivo del 30 aniversario del ballet folclórico
  - Reconocimiento al ballet folclórico por 30 años de difundir las tradiciones y cultura otorgado por la Universidad de Guadalajara
  - Reconocimiento otorgado por la municipalidad de Cochabamba, Bolivia
  - Reconocimiento otorgado por la municipalidad de Viña del Mar, Chile
  - Reconocimiento otorgado por la municipalidad de Miraflores, Perú

- 1998: Reconocimiento otorgado por el Comité Organizador de México en la Expo Lisboa ´98